# Wachauer Marmor

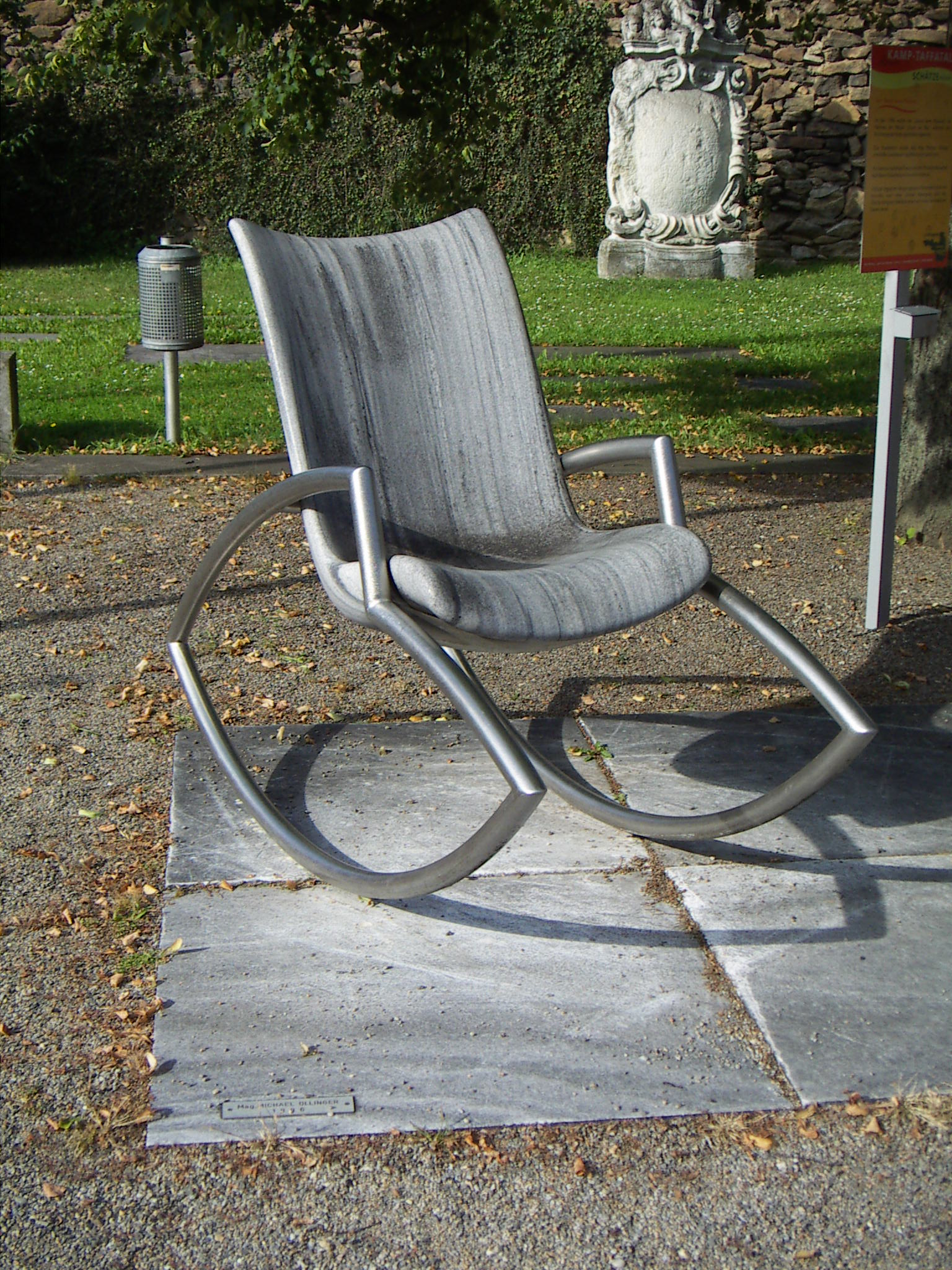
Sessel beim Museum (1996) aus Edelstahl von Michael Öllinger, Höbarthmuseum, auf Platten aus Wachauer Marmor

Der Wachauer Marmor (auch Spitzer Marmor, Mühldorfer Marmor oder Waldviertler Marmor genannt) ist ein hauptsächlich nördlich von Spitz an der Donau vorkommender und vor allem um die Orte Kottes und Els abgebauter Marmor.

## Entstehung und Vorkommen
Maritime Kalkablagerungen wurden ab dem Devon in der Variszischen Gebirgsbildung kristallin umgewandelt und bereits im Perm, jedenfalls im Mesozoikum zur Rumpffläche abgetragen. Ausgehend von Ybbs, Melk und dem Dunkelsteinerwald zieht sich eine mitten im Gneisareal des Moldanubikums liegende, Bunte Serie genannte Zone mit stellenweisem Auftreten von Marmoren in Form von Marmorlinsen und -lager bis ins nordöstliche Waldviertel, etwa über Horn und Gföhl bis nach Raabs und Drosendorf. Während die großen Marmorvorkommen nördlich von Spitz an der Donau vielfältig genutzt wurden, erlangten nur wenige andere Marmorbrüche überregionale Bedeutung. Obwohl diese Marmore mit dem Wachauer Marmor geologisch gleichzusetzen sind, wurden sie zumeist unter anderen Namen bekannt, so etwa der Häuslinger Marmor, der Hiesberger Marmor und der Thumeritzer Marmor. Die rosarote, silikatreiche Varietät Hinterhauser Marmor wird am linken Donauufer südwestlich von Spitz abgebaut und im Zuge der Donauregulierung verwendet.

## Geschichte
Die Nutzung intensivierte sich im Tal des Spitzer Baches, wo noch zahlreiche alte, verstürzte oder verwachsene Steinbrüche Zeugnis ablegen, verlagerte sich aber im 19. Jahrhundert langsam auf die Hochfläche nördlich von Spitz an der Donau, wo heute noch einige Brüche bewirtschaftet werden. Im übrigen Verbreitungsgebiet wurde der Wachauer Marmor überwiegend für den lokalen Bedarf abgebaut, wie die zahlreichen aufgelassenen Brüche belegen.

## Eigenschaften
Dieser Marmor ist hochmetamorph, polierfähig, teils mit Silikaten angereichert und durch Einlagerung von Graphit wellig oder wolkig durchfärbt. Wegen seiner „Härte“ und Widerstandsfähigkeit wird er irreführend auch als «Granitmarmor» bezeichnet.

## Verwendung
Um Spitz wurde er in rund 20 Steinbrüchen abgebaut und als Dekor- und Gebrauchsstein genutzt. Zahlreiche Denkmäler, Grabsteine, Mauerquader, Fahrbahneinfassungen, Tür- und Fenstergewände, Stufen, Radabweiser und Pflastersteine belegen seine Verwendung.
Desgleichen wurde weiße, silikatarme Marmore von der bäuerlichen Bevölkerung zu Branntkalk verarbeitet. Die dazu benötigten Kalkmeiler und Kalkgruben sind heute noch mancherorts erkennbar. 
„Härtere“ und silikatreiche oder dolomitische Abarten wurden im Straßenbau als Schotter und Splitt oder als Betonzusatz genutzt.
Heute wird er überwiegend als Dekor- und Grabstein für den lokalen Bedarf genutzt. In jüngster Zeit wurde er wiederentdeckt und beispielsweise beim Bau des NÖ Landesmuseums verwendet.